# Rick Porcello
Fredrick Alfred Porcello III dit Rick Porcello (né le 27 décembre 1988 à Morristown,New Jersey, États-Unis) est un lanceur droitier de la Ligue majeure de baseball. 
Il remporte en 2016 le trophée Cy Young du meilleur lanceur de la Ligue américaine.

## Carrière

### Tigers de Détroit
Dès la fin de ses études secondaires à la Seton Hall Prep School, Rick Porcello, un lanceur droitier, est drafté par les Tigers de Détroit (en juin 2007). Il paraphe en août l'un des plus importants contrats jamais signé par un ancien lycéen en Ligue majeure en s'engageant pour quatre ans contre 7,25 millions de dollars, plus un bonus de 3,5 millions à la signature. 
Rick Porcello brûle les étapes en ne passant qu'une seule saison pleine en Ligues mineures sous les couleurs des Lakeland Flying Tigers en Florida State League. Il compte 8 victoires pour 6 défaites et 125 manches lancées. Sa moyenne de points mérités est de 2,66 ; c'est la plus basse en Florida State League cette saison-là.

#### Saison 2009
Après de bonnes prestations lors de l'entraînement de printemps 2009, il est incorporé à l'alignement des lanceurs partants des Tigers, au quatrième rang. Il fait ses débuts en Ligue majeure le 9 avril 2009 et remporte sa première victoire le 19. Gagnant de 14 matchs contre 9 défaites à sa première saison, Porcello maintient une moyenne de points mérités de 3,96 en 31 départs et 170 manches et deux tiers lancées. Il termine 3e derrière Andrew Bailey et Elvis Andrus au vote annuel qui désigne la recrue de l'année de la Ligue américaine. 

#### Saison 2010

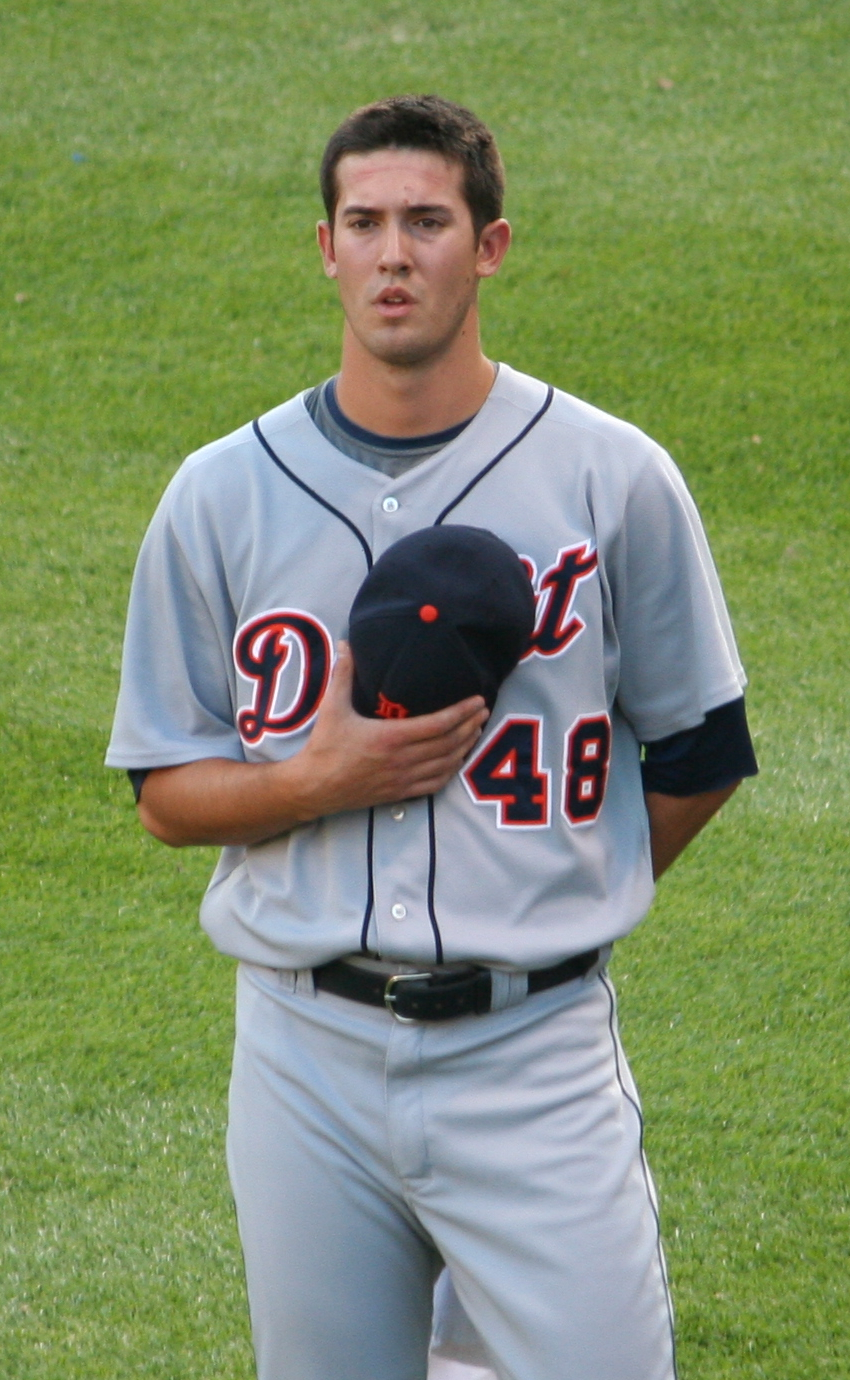
Rick Porcello en 2009.

Sa seconde saison est moins reluisante. Il amorce 27 parties des Tigers mais perd 12 matchs contre 10 victoires et sa moyenne de points mérités s'élève cette fois à 4,92.

#### Saison 2011
En 2011, il présente un dossier victoires-défaites identique à celui de sa saison recrue (14-9) avec une moyenne de 4,75 en 182 manches lancées sur 31 départs. Ses 104 retraits sur des prises sont un sommet en carrière. Il joue pour la première fois en éliminatoires lorsque les Tigers l'envoient au monticule pour amorcer la 4e partie de leur Série de divisions contre les Yankees de New York. Les Tigers s'inclinent et Porcello est le lanceur perdant. Au tour suivant, dans la Série de championnat de la Ligue américaine, Porcello est le lanceur partant du 4e match mais n'est pas impliqué dans la décision lorsque les Rangers du Texas l'emportent en manches supplémentaires. Il fait aussi deux présences en relève contre Texas. Il termine les éliminatoires avec une moyenne de 4,80 points mérités accordés par partie en 15 manches lancées au total.

### Red Sox de Boston
Le 11 décembre 2014, les Tigers de Détroit échangent Rick Porcello aux Red Sox de Boston en retour du voltigeur Yoenis Céspedes, du lanceur droitier Alex Wilson et du lanceur gaucher Gabe Speier. Porcello, qui doit devenir agent libre après la saison 2015, signe le 6 avril 2015 une prolongation de contrat de 82,5 millions de dollars pour 4 ans avec les Red Sox, à qui il se retrouve lié jusqu'en 2019.
Voté meilleur lanceur de la Ligue américaine devant son ancien coéquipier des Tigers Justin Verlander et Corey Kluber de Cleveland, Porcello reçoit en 2016 le trophée Cy Young.

## Statistiques
| Saison | Équipe  | G   | GS  | CG | SHO | V   | D   | SV | IP     | SO   | ERA  |
| ------ | ------- | --- | --- | -- | --- | --- | --- | -- | ------ | ---- | ---- |
| 2009   | Détroit | 31  | 31  | 0  | 0   | 14  | 9   | 0  | 170.2  | 89   | 3,96 |
| 2010   | Détroit | 27  | 27  | 0  | 0   | 10  | 12  | 0  | 162.2  | 84   | 4,92 |
| 2011   | Détroit | 31  | 31  | 0  | 0   | 14  | 9   | 0  | 182.0  | 104  | 4,75 |
| 2012   | Détroit | 31  | 31  | 0  | 0   | 10  | 12  | 0  | 176.1  | 107  | 4,59 |
| 2013   | Détroit | 32  | 29  | 1  | 0   | 13  | 8   | 0  | 177.0  | 142  | 4,32 |
| 2014   | Détroit | 32  | 31  | 3  | 3   | 15  | 13  | 0  | 204.2  | 129  | 3,43 |
| 2015   | Boston  | 28  | 28  | 0  | 0   | 9   | 15  | 0  | 172.0  | 149  | 4,92 |
| 2016   | Boston  | 33  | 33  | 3  | 0   | 22  | 4   | 0  | 223.0  | 189  | 3,15 |
| 2017   | Boston  | 33  | 33  | 2  | 0   | 11  | 17  | 0  | 203.1  | 181  | 4,65 |
| 2018   | Boston  | 33  | 33  | 1  | 0   | 17  | 7   | 0  | 191.1  | 190  | 4,28 |
| Totaux | Totaux  | 311 | 307 | 10 | 3   | 135 | 106 | 0  | 1863.0 | 1364 | 4,26 |

Note : G = Matches joués ; GS = Matches comme lanceur partant ; CG = Matches complets ; SHO = Blanchissages ; 
V = Victoires ; D = Défaites ; SV = Sauvetages ; IP = Manches lancées ; SO = Retraits sur des prises ; ERA = Moyenne de points mérités.